# Mikkel Andersen
Mikkel Andersen (* 17. Dezember 1988 in Herlev) ist ein dänischer Fußballtorwart.

## Karriere

### Verein
Andersens Karriere begann beim AB Kopenhagen, wo er im Januar 2006 in die erste Mannschaft kam und dort einen Profivertrag unterschrieb. Im Januar 2007 wurde er zum englischen Premier-League-Verein FC Reading transferiert. Die Ablösesumme lag im sechsstelligen Bereich. Allerdings konnte er sich dort nicht durchsetzen.
Im Februar 2008 wurde er an Torquay United ausgeliehen, um dann im März 2008 nach Reading zurückzukehren, da sein Leihvertrag auslief. Wenig später stieg Reading in die Football League Championship ab. Im November 2008 wurde Andersen an den FC Brentford verliehen. Weitere Stationen waren Brighton & Hove Albion und die Bristol Rovers sowie der FC Portsmouth und Randers FC.
Im Juni 2015 wechselte Andersen zum dänischen Meister FC Midtjylland. Seine erste Spielzeit dort absolvierte er als Stammtorhüter, in der folgenden Saison 2016/17 verlor er seinen Stammplatz jedoch wieder. Im Sommer 2017 verließ er den Verein und wechselte zum Ligakonkurrenten Lyngby BK. Dort wurde er Nachfolger des in derselben Transferperiode nach Midtjylland gewechselten Jesper Hansen und konnte sich bis zum Jahresende zunächst ebenfalls als Stammtorhüter etablieren, fiel ab der Winterpause jedoch verletzungsbedingt für den Rest der Saison aus, an deren Ende die Mannschaft abstieg. Nach dem Abstieg blieb Andersen zunächst im Verein, nahm dann aber im August 2018 kurz nach Saisonbeginn das Angebot an, zum FC Midtjylland zurückzukehren, bei dem er sich in der Folge als Ersatztorhüter jedoch nicht mehr gegen Jesper Hansen durchsetzen konnte.
Im Sommer 2021 schloss sich Andersen dem norwegischen Erstligisten Brann Bergen an. Nach einem Partyskandal kündigte er seinen Vertrag am 20. August 2021, nachdem seine Familie in seiner Heimat bedroht worden war. Wenige Tage später unterschrieb Andersen einen Zweijahresvertrag bei Viborg FF.

### Nationalmannschaft
Mikkel Andersen spielte für verschiedene Juniorennationalmannschaften Dänemarks. Sein erstes Länderspiel für die U21-Nationalmannschaft absolvierte er am 10. Februar 2009, als er beim 1:0-Sieg gegen die U21-Auswahl von Malta in der Halbzeitpause für Jonas Lössl eingewechselt wurde. Lange Zeit war er die Nummer 2 hinter Lössl. 2011 wurde er von U-21-Nationaltrainer Keld Bordinggaard für den vorläufigen Kader der U-21 zur U-21-Fußball-Europameisterschaft 2011 in seinem Heimatland nominiert und schaffte es auch in den endgültigen Kader.